# Interwencjonizm
Interwencjonizm albo regulacjonizm – stosunki gospodarczo-polityczne, polegające na bezpośrednich interwencjach państwa na rynku. Niekiedy interwencjonizm jest rozumiany jako teoria ekonomiczna zalecająca takowe podejście.
Zakres i wykorzystanie tych narzędzi zależy od potrzeb gospodarki, wynikających przede wszystkim ze stopnia jej rozwoju oraz aktualnego stanu koniunktury. Polityka interwencjonizmu państwowego stwarza zagrożenie inflacją, wynikające ze zwiększonych wydatków budżetu państwa (deficyt budżetowy). Źródłem jej finansowania jest najczęściej dług publiczny.
Dodatkowo interwencjonizm państwowy poprzez regulacje i konieczność nakładania kolejnych podatków by utrzymać interwencję gospodarczą, zwiększa koszty prowadzenia przedsiębiorstw co powoduje spadek koniunktury przy jednoczesnym wzroście bezrobocia. Interwencjonizmowi często zarzuca się również ograniczanie możliwości przedsiębiorcy i jego inwencji, co również powoduje osłabienie gospodarki.
Wpływanie struktur państwowych na rozwój procesów gospodarczych. Priorytetem interwencjonalizmu jest optymalne bezrobocie oraz stymulacja globalnego popytu. Odbywa się to poprzez finansowanie inwestycji gospodarczych z budżetu państwa, czy utrzymanie kursu własnej waluty przez wykupywanie obcych walut na rynku wewnętrznym. Poprzez wprowadzanie systemu koncesjonowania niektórych form działalności gospodarczej reguluje się rynek, aby wspomóc słabsze podmioty gospodarcze.

## Formy interwencjonizmu
Interwencjonizm może przybierać różne formy:
- ustalanie płacy minimalnej,
- wprowadzanie monopolu państwowego w niektórych sektorach gospodarki, np. produkcji alkoholi (prohibicja alkoholowa), przemysłu zbrojeniowego, budowy i obsługi dróg i innych środków transportu, usług pocztowych, systemie opieki społecznej, budownictwie, edukacji, pracy przymusowej (pobór do wojska), sądownictwa (tylko państwowe usługi sądownicze),
- tworzenie monopoli państwowych przez dotowanie lobbujących firm i przyznawanie im specjalnych przywilejów, zagrażające utrzymywaniu prawdziwej konkurencji na wolnym rynku,
- bezpośrednie dotacje do nierentownych, bankrutujących przedsiębiorstw,
- odgórne narzucanie stóp procentowych, niewynikających z bezpośredniej podaży pieniądza na rynku,
- „pompowanie” pieniędzy na rynek poprzez pomoc socjalną (np. zasiłki dla bezrobotnych),
- regulacja rynku poprzez wprowadzanie systemu koncesjonowania niektórych form działalności gospodarczej – ograniczenie możliwości wykonywania określonych zawodów, konieczność posiadania państwowej koncesji aby pracować w danym zawodzie (np. taksówkarz, rzeczoznawca majątkowy, architekt, nurek)
- bezpośrednie finansowanie niektórych inwestycji gospodarczych z pieniędzy podatników, np. budowy autostrad,
- „ratowanie” upadających przedsiębiorstw przez preferencyjne kredyty, oddłużanie i ew. przejmowanie upadłych przedsiębiorstw na własność skarbu państwa, finansowane z pieniędzy podatników,
- skupowanie przez państwo nadmiaru niektórych towarów i ich późniejsze sprzedawanie w celu utrzymania stałego poziomu cen,
- uczestniczenie przez państwo w grze na rynkach finansowych poprzez posiadanie pakietów akcji wybranych przedsiębiorstw oraz emisję własnych papierów wartościowych (np. obligacji),
- bezpośrednia interwencja państwa w rynek walutowy, polegająca np. na utrzymaniu kursu własnej waluty przez wykupywanie obcych walut na rynku wewnętrznym,
- zakaz lub znaczące limitowanie możliwości handlu walutami i używania walut innych niż oficjalne (np. handel walutami w czasach PRL-u), nakaz korzystania z określonej waluty na danym obszarze,
- ograniczanie importu i eksportu (np. poprzez cła zaporowe),
- zabranianie produkowania i korzystania z niektórych towarów (np. prohibicja alkoholowa i narkotykowa)
- stosowanie systemu, którego celem jest nie tylko pozyskiwanie środków do budżetu państwa, ale także regulacja rynku, np. przez różnicowanie stóp podatkowych w różnych sektorach gospodarki, czy ulgi na inwestycje,
- regulacja rynku poprzez nakazowe rozbijanie niektórych naturalnych monopoli, które nie zostały uprzednio utworzone przez interwencje rządu,
- kontrola cen wszystkich towarów,
- kontrola cen niektórych towarów (ale nie wszystkich), np. mleka, zboża, alkoholu, papierosów, gazu czy prądu.
- gospodarka odgórna

Do głównych narzędzi pozwalających realizować politykę interwencjonizmu należą:
1. podejmowanie przez państwo przedsięwzięć inwestycyjnych pozwalających zwiększyć zatrudnienie bez wzrostu podaży dóbr i usług (np. roboty publiczne);
2. dotacje do nierentownych przedsiębiorstw lub ich nacjonalizacja;
3. protekcjonizm w zakresie handlu zagranicznego;
4. polityka pieniężna;
5. polityka fiskalna;
6. polityka finansowa.

## Interwencjonizm w praktyce
Przykłady stosowania interwencjonizmu:
- polityka New Deal w USA w czasie wielkiego kryzysu lat 30.
- projekt Centralnego Okręgu Przemysłowego w Polsce w czasie wielkiego kryzysu lat 30.
- polityka gospodarcza III Rzeszy w latach 30. XX wieku
- plan Marshalla w państwach Europy Zachodniej
- kontrolowana przez państwo powojenna odbudowa gospodarek Japonii, Republiki Chińskiej (Tajwanu) i Korei Południowej
- gospodarka w krajach komunistycznych
- gospodarka w Unii Europejskiej
- częściowa nacjonalizacja gospodarki w Argentynie w latach 30. i 70.
- częściowa nacjonalizacja gospodarki w Meksyku w latach 60. i 70.
- interwencjonizm państwowy w Brazylii w latach 70.
- interwencjonistyczna polityka rządów kontrolowanych przez Indyjski Kongres Narodowy, w Indiach latach 50. 60. i 70.

## Kontrowersje
Wśród ekonomistów do dzisiaj istnieją spory o faktyczne efekty różnych form interwencjonizmu. Zdaniem np. zwolenników monetaryzmu na dłuższą metę szkodliwe jest doprowadzanie do deficytu budżetowego przez bezpośrednie inwestycje, oraz regulacja stóp procentowych nie wynikająca z bieżącej podaży pieniądza. Dopuszczają oni jednak takie formy interwencjonizmu, które nie naruszają bilansu budżetu państwa. Z kolei zwolennicy skrajnego liberalizmu ekonomicznego (np. libertarianie) negują pozytywny wpływ jakichkolwiek form interwencjonizmu łącznie z pomocą socjalną, administracyjnym rozbijaniem monopoli oraz regulowaniem rynku przez system podatkowy.
Pod koniec XX w. bardzo popularna wśród teoretyków ekonomii i politologów stała się teoria strategicznej polityki handlowej. Oparta na modelach formalnych i umocowana w teorii gier wyjaśnia interwencjonistyczne działania państwa z punktu widzenia ich wpływu na dobrobyt kraju.
Większość państw stosuje różne formy interwencjonizmu, na mniejszą lub większą skalę, łącznie z częścią krajów uważanych za najbardziej liberalne, takie jak Stany Zjednoczone czy Chile, jednak w krajach tych wolność jest stopniowo ograniczana – wprowadzane są tam różne formy interwencjonizmu. Obecnie (stan na 16.07.2020) państwa o największej wolności gospodarczej to kolejno: Singapur, Hongkong, Nowa Zelandia, Australia, Szwajcaria i Irlandia. Stany Zjednoczone znajdują się na 17. miejscu i obserwuje się tendencję spadkową.
Według badań Michaela Valentika przeprowadzonych w 2012 roku w latach 1947–1952 każdy pożyczony (m.in. w ramach wydatków rządowych) dolar generował kolejnych 4,61 dolarów. W 2012 roku jest to jedynie 0,8 dolara.

## Znani teoretycy interwencjonizmu
John Maynard Keynes twierdził, że w okresie dekoniunktury państwo może łagodzić jej skutki społeczne i ekonomiczne przez bezpośrednie „pompowanie” pieniędzy podatników w gospodarkę. W okresie dekoniunktury zachodziło jego zdaniem zjawisko samonapędzającego się „zwijania” gospodarki, polegającego na jednoczesnym spadku produkcji wynikającego ze zmniejszania się popytu na rynku i automatycznym ubożeniem społeczeństwa powodującego dalsze zmniejszanie popytu. Aby zlikwidować to niekorzystne zjawisko należało zdaniem Keynesa wpompować w tym okresie sztucznie (wbrew autonomicznym tendencjom graczy rynkowych) pieniądze do gospodarki oraz tworzyć miejsca pracy (np. roboty publiczne) finansowane przez państwo, zaś w okresie koniunktury „przykręcać finansową śrubę”, poprzez ograniczanie podaży pieniądza.
Krytykę teorii Keynesa zawarł Ludwig von Mises w książce „Interwencjonizm”, jak również w swoim największym dziele, „Ludzkie Działanie”. Jego uczeń, Fryderyk von Hayek, również przez wiele lat toczył spory z Keynesem podczas pracy w London School of Economics. W Polsce wydana nakładem Fijorr Publishing książka „Jak zrujnować gospodarkę, czyli Keynes wiecznie żywy” prezentuje właśnie tę krytykę ze strony ekonomistów szkoły austriackiej.